# Tanaecia gandarva
Tanaecia gandarva är en fjärilsart som beskrevs av Vollenhoven 1862. Tanaecia gandarva ingår i släktet Tanaecia och familjen praktfjärilar. Inga underarter finns listade i Catalogue of Life.